# Reily Township
Reily Township ist eines von dreizehn Townships des Butler Countys im US-Bundesstaat Ohio. Nach der Volkszählung im Jahr 2000 waren hier 2568 Einwohner registriert.

## Geografie
Reily Township liegt im äußersten Westen des Butler Countys im Südwesten von Ohio, grenzt im Westen an Indiana und im Uhrzeigersinn an die Townships: Oxford Township, Milford Township, Hanover Township, Ross Township, Morgan Township, Whitewater Township im Franklin County (Indiana), Springfield Township (Franklin County, Indiana) und Bath Township (Franklin County, Indiana).

## Verwaltung
Das Township wird durch ein Board of Trustees, bestehend aus drei gewählten Mitgliedern, verwaltet. Zwei Personen werden jeweils im Jahr nach der Präsidentschaftswahl gewählt und eine jeweils im Jahr davor. Die Amtszeit dauert in der Regel vier Jahre und beginnt jeweils am 1. Januar. Daneben gibt es noch einen Township Clerk (zuständig für Finanzen und Budget), der ebenfalls im Jahr vor der Präsidentschaftswahl auf eine vierjährige Amtszeit gewählt wird. Dessen Amtszeit beginnt jeweils am 1. April.